# 金子真人
金子 真人（かねこ まこと、1945年3月15日 - ）は、日本の実業家、馬主。株式会社図研の代表取締役会長、ハワイの会員制ゴルフ場「キングカメハメハ・ゴルフ・クラブ」のオーナーなどを務める。
機械メーカー勤務を経て、1976年に電子機器設計・製造関連ソフトウェア開発を主とする図形処理技術研究所（後の図研）を創業。一介のベンチャー企業から1994年には東証一部上場を果たし、CAD/CAMシステムを手がける企業として国内最大手の存在に成長させた。
競走馬の馬主としては、中央競馬で2005年に1984年のシンボリルドルフ以来となる無敗の三冠馬となり、最終的にGI7勝を挙げて殿堂入りしたディープインパクトなど数々の活躍馬を所有。個人馬主としては初の記録である旧八大競走完全制覇、日本のみならず世界初の白毛馬によるGI競走制覇を達成している。

## 経歴
1968年に早稲田大学教育学部数学科を卒業後、設計製図機械を製造する武藤工業に入社。当初は希望と異なる営業部に配属されたが、入社初年度から全国支店のセールスコンペでベスト10に入るなど優秀な営業成績を挙げる。しかし単調な営業の仕事に嫌気が差し、間もなく辞表を提出したが、専務直々に慰留されてコンピュータ開発部門への転属が叶った。当時の武藤工業の製図機械はアナログによるものだったが、コンピュータによる自動製図機械の開発にも乗り出しており、金子も技術者としてこれに携わり、造船・地図作成用の自動製図機の商品化に成功した。
その後、金子は販売した製図機の技術指導のため全国の取引先を回っていたが、機械（ハードウェア）をより効率的に運用できるソフトウェアを求める取引先に対し、会社は「ソフトウェアはサービス」であるとして、そうした要求を軽視しており、金子はその姿勢に疑問を抱き始める。そうした最中の1975年、晴海で行われたビジネス展示会を訪れた金子は、アメリカ合衆国の企業が出展した集積回路製図用のCAD/CAMシステムの精巧さに驚愕する。金子は自社でもシステム開発に乗り出すよう訴えたが容れられず、独立してソフトウェア開発の会社を興すという考えに至った。そして1976年11月、志を同じくした社内の部下4人と共に武藤工業を退社。同年12月17日、神奈川県横浜市に「図形処理技術研究所」を創業した。この社名はハードウェアとしてのコンピュータではなく、処理技術、つまりソフトウェアを開発する企業であるという明確な意図が込められていた。
ソフトウェアは成長の端緒についたばかりの新興産業であり、その先行きは極めて不透明であったことから、引き抜いた社員については家庭を守る責任のない独身者を選んだという。当初の社屋は神奈川県横浜市磯子区に見出した塗装店の2階にあった。金子は社員らと中古の印刷機で刷ったホチキス留めの事業説明書を携えて会社回りを続けたが、CAD/CAMシステムについての社会的認知は乏しく、最初の半年ほどは全く相手にされなかった。武藤工業で築いた人脈も「武藤工業の金子真人」ではなくなったことで役に立たなかったという。
400にも上る会社から断られ続けた末、電子回路の焼き付け原版を製造する中堅企業・進映社よりはじめての発注を取り付け、半年後に納入。この「CR-1000」は日本国内で製造された最初のCAD/CAMシステムであった。そして進映社を通じて、図形処理技術研究所の名はエレクトロニクス系企業の間で徐々に広まっていった。それでも当時は多くの企業にとって「聞いたこともない会社」であり、両者の接触は、企業が信用調査を依頼した興信所からの面接要求という地点からの出発であった。金子は松下電器産業、ソニーといったエレクトロニクス先進企業の技術者に接触して「CR-1000」についての意見を求め、汲み取ったアドバイスを基に、1978年6月に改良版「CR-2000」を発売。このシステムはケンウッドをはじめ、意見を求めた松下、ソニーにも採用されたことで大きな注目を集め、図形処理技術研究所の経営基盤確立に大いに貢献、10年以上に渡り主力商品であり続けた。
1980年頃からは「CR-2000」を擁してアメリカ進出を図り、製品開発に使用していたプロッターを生産するカルコンプ日本支社長の勝部迅也を営業本部長として迎え入れる。そして勝部を通じてヒューレット・パッカード (HP) との業務提携を取り付け、アメリカでの販路を開拓した。1983年にはより積極的な販路拡大に取り組むため、現地法人「ズケン・アメリカ」を設立。1985年には日本でも商号を「図研」に改めた。1988年には、アメリカで広く普及していたオペレーティングシステム (OS)・UNIXを用い、移植性の高いプログラミング言語・C言語で開発した「CR-3000」でIBMとのOEM契約（相手方ブランドによるソフトウェア販売）を勝ち取った。
その後も図研は順調に成長を続け、1991年10月、株式公開し東証二部上場を果たす。このとき金子は約400人の社員に50株ずつを無償で贈与した。さらに1994年9月には東証一部上場企業となった。
2004年、ハワイのマウイ島にあるゴルフ場を1250万ドルで購入し、4000万ドルをかけて改装し、愛馬の名前を冠した「キングカメハメハ・ゴルフ・クラブ」をオープン（開業は2006年)。
2020年4月1日、図研の社長を退任し、代表取締役会長に就任。

## 馬主活動

金子の勝負服

金子は競走馬の馬主としても著名である。1990年代の半ばに知人から馬を持つことを勧められ、ノーザンファームの吉田勝己を紹介されたのがきっかけとなった。金子は吉田の意欲と現代感覚に「パートナーとして信じられる」と感じ、また牧場の広大な風景にも感銘を受け、馬主として競馬界に参入した。勝負服色は図研のコーポレートカラーを用いた「黒、青袖、黄鋸歯形」。馬主名義は2005年秋ごろより個人名から「金子真人ホールディングス（株）」としている。
牡馬のディープインパクト、牝馬のアパパネと牡牝の中央競馬三冠馬を一頭ずつ所有しただけでも、個人の馬主としては日本の競馬史上他に例を見ないが、加えて「競馬の祭典」たる東京優駿（日本ダービー）をディープインパクトに加え、キングカメハメハ、マカヒキ、ワグネリアンで4回優勝。その他GI・JpnIに優勝したものに限ってもブラックホーク、トゥザヴィクトリー、クロフネ、ユートピア、カネヒキリ、ピンクカメオ、ラブリーデイ、ソダシ、アカイトリノムスメといった馬を所有。2015年にはサンデーレーシングに次ぐ史上2例目、個人馬主としては初の記録である旧八大競走とジャパンカップの完全制覇を達成している。また、自ら所有した馬の子も積極的に所有しており、上記の活躍馬のうちアパパネ、マカヒキ、ワグネリアン、ラブリーデイ、ソダシ、アカイトリノムスメは父母ともに自らの所有馬である。
馬は自ら選んで決めるといい、「おまえに馬が分かるかと決めつけられればそれまでだけど、私も競馬にはまって、だんだんと深みにはまった。わからないことをわかろうとしたいというのが深みで、そうでなければつまらない」と述べている。自身の馬選びは「目」から始まるといい、「目のいい馬は案外見つけづらいんです。ところが、目（目つき）の悪い馬はよくわかる。そういう馬はどんなに血統や馬体が良くても手を出しません。馬を見るときに気を付けているところをしいて挙げるなら「"目"」ですね」と述べている。
2021年8月22日、札幌記念をソダシで勝利して、JRA重賞通算100勝（うち、GIは29勝）を達成した。

## 主な所有馬

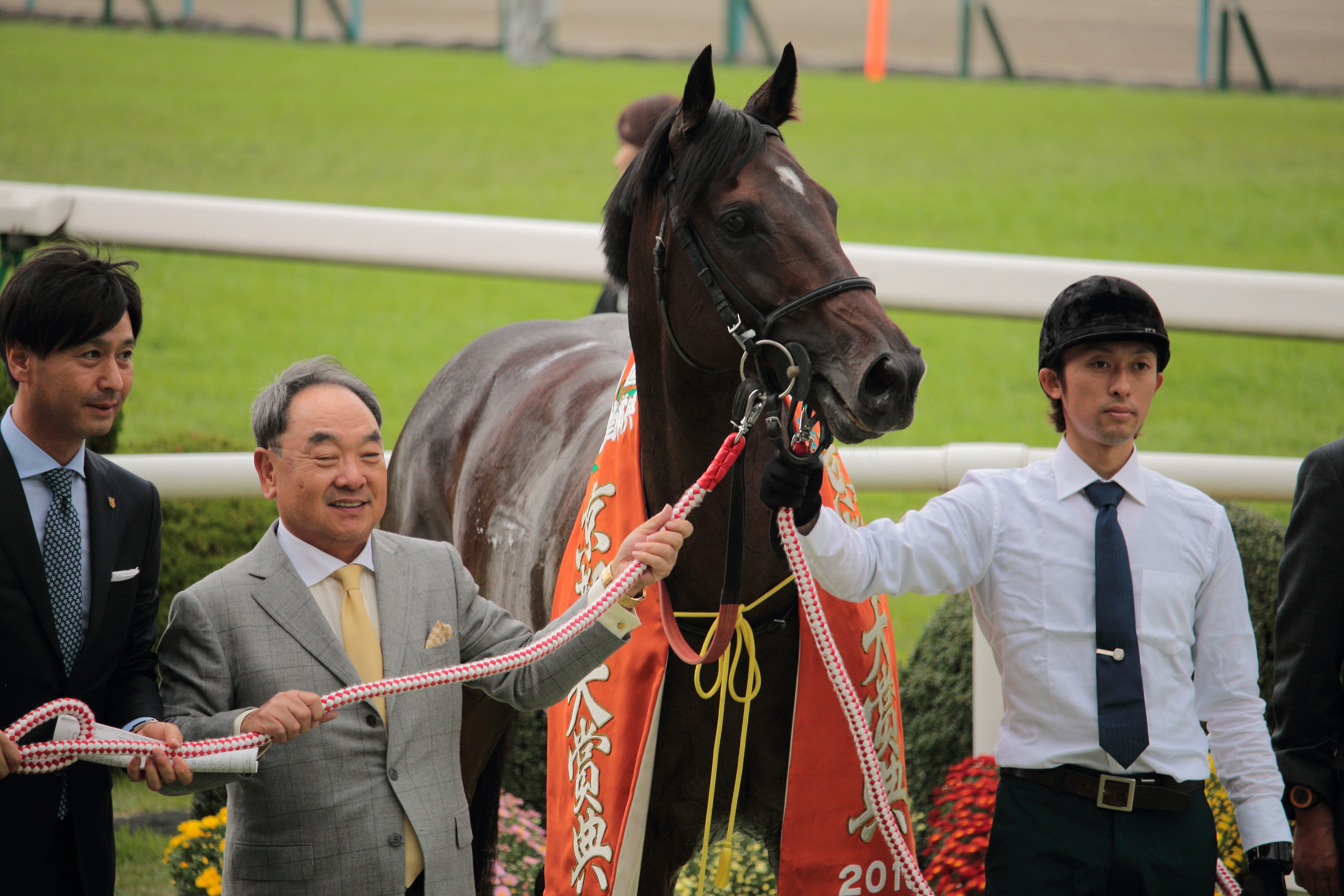
ラブリーデイの口取り式に参加する金子（2015年京都大賞典）

### GI・JpnI競走優勝馬
- ブラックホーク（1999年スプリンターズステークス 2001年安田記念など重賞5勝）[15]
- クロフネ（2001年NHKマイルカップ、ジャパンカップダートなど重賞4勝）[16]
- トゥザヴィクトリー（2001年エリザベス女王杯など重賞4勝）[17]
- ユートピア（2002年全日本2歳優駿 2003年ダービーグランプリ 2004年・2005年マイルチャンピオンシップ南部杯など重賞6勝）[18][注 2]
- キングカメハメハ（2004年NHKマイルカップ、東京優駿など重賞4勝）[19]
- ディープインパクト（2005年皐月賞、東京優駿、菊花賞 2006年天皇賞・春、宝塚記念、ジャパンカップ、有馬記念など重賞10勝）[20]
- カネヒキリ（2005年ジャパンダートダービー、ダービーグランプリ、ジャパンカップダート 2006年フェブラリーステークス 2008年東京大賞典、ジャパンカップダート 2009年川崎記念など重賞9勝）[21]
- ピンクカメオ（2007年NHKマイルカップ）[22]
- アパパネ（2009年阪神ジュベナイルフィリーズ 2010年桜花賞、優駿牝馬、秋華賞 2011年ヴィクトリアマイル）[23]
- ラブリーデイ（2015年宝塚記念、天皇賞・秋など重賞6勝）[24]
- マカヒキ（2016年東京優駿など重賞4勝）[25]
- ワグネリアン（2018年東京優駿など重賞3勝）[26]
- ソダシ（2020年阪神ジュベナイルフィリーズ 2021年桜花賞 2022年ヴィクトリアマイルなど重賞6勝）[27]
- アカイトリノムスメ（2021年秋華賞など重賞2勝）
- ポタジェ（2022年大阪杯）
- ノットゥルノ（2022年ジャパンダートダービーなど重賞3勝）
- ママコチャ（2023年スプリンターズステークスなど重賞2勝）[28]
- カムニャック（2025年優駿牝馬など重賞2勝）

2025年現在、未勝利の中央GIレースは高松宮記念、マイルチャンピオンシップ、朝日杯、ホープフルステークスのみである。

### 重賞競走優勝馬
- ブラックタキシード（1999年セントライト記念）[29]
- シルヴァコクピット（2000年きさらぎ賞、毎日杯）[30]
- ブロードアピール（2000年シルクロードステークス、根岸ステークス 2001年かきつばた記念、プロキオンステークス、シリウスステークス 2002年ガーネットステークス）[31]
- ホットシークレット（2000年ステイヤーズステークス 2001年目黒記念 2002年ステイヤーズステークス）[32]
- ボーンキング（2001年京成杯）[33]
- ブルーイレヴン（2002年東京スポーツ杯2歳ステークス 2004年関屋記念）[34]
- サイレントディール（2003年シンザン記念、武蔵野ステークス 2007年佐賀記念）[35]
- ロッキーアピール（2004年さきたま杯、2006年かきつばた記念）[36]
- ブラックタイド（2004年スプリングステークス）[37]
- ホオキパウェーブ（2005年オールカマー）[38]
- ピカレスクコート（2007年ダービー卿チャレンジトロフィー）[39]
- ユキチャン（2008年関東オークス 2009年クイーン賞 2010年TCK女王盃）[40]
- ムードインディゴ（2009年府中牝馬ステークス）[41]
- フォゲッタブル（2009年ステイヤーズステークス 2010年ダイヤモンドステークス）[42]
- メテオロロジスト（2011年佐賀記念）[43]
- ボレアス（2011年レパードステークス）[44]
- ピイラニハイウェイ（2012年佐賀記念、浦和記念）[45]
- ストローハット（2012年ユニコーンステークス）[46]
- カミノタサハラ（2013年弥生賞）[47]
- デニムアンドルビー（2013年フローラステークス、ローズステークス）[48]
- パッションダンス（2013年新潟大賞典 2015年新潟記念 2016年新潟大賞典）[49]
- ウリウリ（2014年京都牝馬ステークス 2015年CBC賞）[50]
- フルーキー（2015年チャレンジカップ）[51]
- マウントロブソン（2016年スプリングステークス）[52]
- シャケトラ（2017年日経賞、2019年アメリカジョッキークラブカップ、阪神大賞典）[53]
- ユーキャンスマイル（2019年ダイヤモンドステークス、新潟記念、2020年阪神大賞典）
- ハヤヤッコ（2019年レパードステークス、2022年函館記念、2024年アルゼンチン共和国杯）
- ミヤマザクラ（2020年クイーンカップ）
- ボッケリーニ（2020年中日新聞杯、2022年目黒記念、2023年鳴尾記念）[54]
- レピアーウィット（2021年マーチステークス）
- ルビーカサブランカ（2022年愛知杯）
- ヨーホーレイク（2022年日経新春杯、2024年鳴尾記念、2025年京都記念）
- マリアエレーナ（2022年小倉記念）
- フリームファクシ（2023年きさらぎ賞）[55]
- チャックネイト（2024年アメリカジョッキークラブカップ）

### その他の所有馬
- ホワイトベッセル（中央競馬において白毛馬初の勝利を挙げた）[56]
- フィエロ（2014年・2015年マイルチャンピオンシップ2着）
- ヴェロックス（2019年若駒ステークス、若葉ステークス、皐月賞2着、東京優駿3着、菊花賞3着）
- ラインベック（2019年中京2歳ステークス）

## 主な表彰馬
JRA賞
- 年度代表馬

ディープインパクト（2005年・2006年）
- 最優秀2歳牝馬

アパパネ（2009年）、ソダシ（2020年）
- 最優秀3歳牡馬

キングカメハメハ（2004年）、ディープインパクト（2005年）
- 最優秀3歳牝馬

アパパネ（2010年）、ソダシ（2021年）
- 最優秀4歳以上牡馬

ディープインパクト（2006年）、ラブリーデイ（2015年）
- 最優秀4歳以上牝馬

トゥザヴィクトリー（2001年）
- 最優秀スプリンター

ママコチャ（2023年）
- 最優秀ダートホース

クロフネ（2001年）、カネヒキリ（2005年・2008年）
ダートグレード競走最優秀馬
クロフネ（2001年）、カネヒキリ（2005年）
NARグランプリ
- ダートグレード競走特別賞馬

カネヒキリ（2008年）
JRA顕彰馬
ディープインパクト（2008年選出）、キングカメハメハ（2024年選出）

## 馬主として成し遂げた主な記録
- 旧八大競走完全制覇
- クラシック三冠制覇（無敗）（ディープインパクト）
- 牝馬三冠制覇（アパパネ）
- 白毛馬（ソダシ）によるG1（阪神ジュベナイルフィリーズ）、クラシックレース（桜花賞）制覇
- 同一馬主によるダービー（東京優駿）連覇（キングカメハメハ、ディープインパクト）
- 同一馬主によるダービー（東京優駿）父子制覇（父：ディープインパクト、子：マカヒキ・ワグネリアン）
- ダービー（東京優駿）４勝
- 父（ディープインパクト）、母（アパパネ）がともに三冠馬の娘（アカイトリノムスメ）によるG1（秋華賞）制覇